# Harald Othmar Lenz

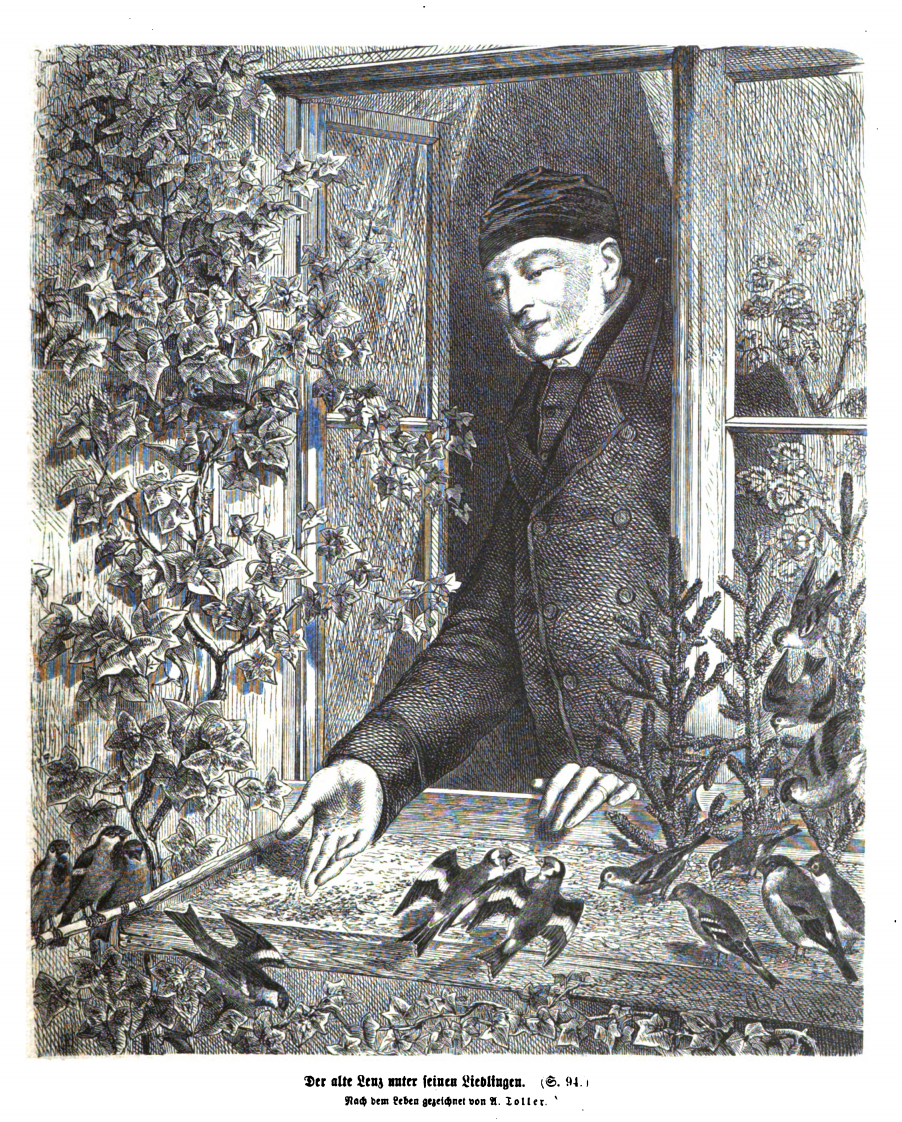
Der alte Lenz unter seinen Lieblingen. Nach dem Leben gezeichnet von A. Toller (aus der Zeitschrift Daheim, 1868)

Harald Othmar Lenz (* 27. Februar 1798 in Schnepfenthal; † 13. Januar 1870 ebenda) war ein deutscher Naturhistoriker.

## Leben
Harald Othmar Lenz wurde 1798 in Schnepfenthal geboren, wo sein Vater, der Philologe Christian Ludwig Lenz (1760–1833), damals als Lehrer an der dortigen Erziehungsanstalt wirkte. Seine Mutter, Magdalena Salzmann, war die älteste Tochter von Christian Gotthilf Salzmann, dem Gründer der Erziehungsanstalt Schnepfenthal. Früh wurde Harald unter die dortigen Zöglinge aufgenommen und besuchte dann ab 1812 das Gymnasium in Weimar, dessen Direktor damals sein Vater war. 1816 bezog er die Universität Göttingen, um vorzugsweise Philologie zu studieren. Nebenbei hörte er auch naturwissenschaftliche Vorlesungen, unter anderem die des Anatomen und Zoologen Johann Friedrich Blumenbach, wodurch seine schon durch seinen Großvater Salzmann erweckte Vorliebe für Naturgeschichte noch erhöht wurde.
Seine Studien setzte Lenz 1818 in Leipzig fort, legte 1820 das Oberlehrerexamen in Berlin ab und promovierte in Halle aufgrund einer Abhandlung über den Homerischen Hymnos auf Dionysos. Er übernahm sodann eine Lehrerstelle am Gymnasium zu Thorn, wo er Unterricht in Latein, Griechisch und Naturgeschichte erteilte. 1823 wechselte Lenz an das Gymnasium Marienwerder, musste aber aus Gesundheitsgründen diese Stelle bereits 1824 aufgeben und nach Schnepfenthal zurückkehren, wo er an der von Salzmann gegründeten Erziehungsanstalt anfänglich Latein, Griechisch, Mythologie und Naturgeschichte, später fast ausschließlich Naturgeschichte und Technologie unterrichtete. Hier konnte er auch fortgesetzte Beobachtungen der einheimischen Tierwelt anstellen. 1839 verheiratete er sich mit der 16 Jahre jüngeren Charlotte geb. Girtanner, mit der er zwei Söhne und zwei Töchter hatte.
Auf mehreren Reisen in den Jahren 1837 und 1839 besuchte Lenz einen großen Teil der Schweiz, Oberitaliens, Ungarns, Galiziens und Böhmens, später auch Ostende, Paris und Straßburg. Seit Mitte der 1850er Jahre übergab er den Unterricht in den alten Sprachen jüngeren Lehrern, um sich mehr seinen naturwissenschaftlichen Studien und seiner schriftstellerischen Tätigkeit widmen zu können. Anlässlich der Feier des 75-jährigen Bestehens der Anstalt (1859) zum Professor ernannt, versah er rüstig sein Lehr- und Erzieheramt bis wenige Wochen vor seinem am 13. Januar 1870 im Alter von knapp 72 Jahren erfolgten Tod.

## Werk
Unter den zahlreichen Lehrern, die in Schnepfenthal wirkten, war Lenz einer der bedeutendsten. Er gestaltete seinen Unterricht interessant und fesselnd und gewann die Achtung und Zuneigung seiner Schüler. Als Naturforscher hat Lenz die Wissenschaft durch viele, mit großer Sorgfalt und Ausdauer durchgeführte Beobachtungen, namentlich über die Lebensweise der einheimischen Tiere sowie über die Verbreitung der Pilze, bereichert. Als Schriftsteller zeichnet sich Lenz durch die Lebendigkeit der Schilderungen und Anschaulichkeit der Darstellungsweise aus; die Erzählung der von ihm veranstalteten Tierkämpfe, die Erzählungen über seine Hunde, Katzen usw. sind herausragende Leistungen auf diesem Gebiet. In seinen Schriften tritt überall das praktische Interesse in den Vordergrund.
Lenz’ erstes Werk war die Naturgeschichte der Säugethiere, nach Cuvier’s System bearbeitet (Gotha 1831): eine systematische Aufzählung fast aller damals bekannten Säugetiere, deren einheimische Formen unter Mitteilung zahlreicher eigener Beobachtungen und Erfahrungen eingehender behandelt werden. Um den Folgen einer Hungersnot, welche die Bewohner des Thüringerwalds 1828–29 bedrohte, zu begegnen, empfahl Lenz in seinem Werk Die nützlichen und schädlichen Schwämme (Gotha 1831; 7. Aufl., bearbeitet von O. Wünsche, Gotha 1890) seinen Landsleuten die essbaren Pilze. Diese Schrift war das erste auch für Laien verständliche, aber doch auf einer wissenschaftlichen Basis verfasste Buch über Pilze. In seiner Schlangenkunde (Gotha 1832; 2. Aufl. unter dem Titel Schlangen und Schlangenfeinde, Gotha 1870) gab Lenz eine Fülle genauer langjähriger Beobachtungen und Versuche über die Lebensweise einheimischer Schlangen, sowie zahlreiche mit großem Fleiß zusammengebrachte Mitteilungen über die wichtigeren ausländischen Arten. Insbesondere hatte er sich mit der Lebensweise der Kreuzotter beschäftigt und über die Wirkung ihres Giftes viele Versuche angestellt.
Das bekannteste Werk von Lenz ist seine Gemeinnützige Naturgeschichte (5 Bde., Gotha 1834–39; 6. Aufl., bearbeitet von O. Burbach, 1884–91), welches Werk wegen der Lebendigkeit seiner Schilderungen, der Anmut seiner Erzählungen, der steten Rücksichtnahme auf die Bedürfnisse des praktischen Lebens weite Verbreitung fand. Seine darin enthaltenen Notizen über Verhalten, Nutzen und Schaden von Tieren dienten Alfred Brehm als Quelle für sein Tierleben. Ferner veröffentlichte Lenz die Schriften Die Löthrohrschule (Gotha 1848) und  Technologie für Schulen (Gotha 1850). Ein Produkt seiner philologischen Bildung ist seine Zoologie, Botanik und Mineralogie der alten Griechen und Römer (3 Bde., Gotha 1856–61), deren Inhalt er aus antiken Autoren schöpfte. Vier Pflanzengattungen wurden nach Lenz benannt.